# 2529 Роквел Кент
2529 Роквел Кент (2529 Rockwell Kent) — астероїд головного поясу, відкритий 21 серпня 1977 року.
Тіссеранів параметр щодо Юпітера — 3,439.